# Stenophylax vibex
Stenophylax vibex là một loài Trichoptera trong họ Limnephilidae. Chúng phân bố ở miền Cổ bắc.